# Elliott Gould
Elliott Gould, ursprungligen Elliott Goldstein, född 29 augusti 1938 i Brooklyn i New York, är en amerikansk skådespelare.
Gould hade sin storhetstid under 1970-talet, då han med sitt karaktäristiska utseende – som ibland beskrivits som "fulsnyggt" – blev en slags symbol för årtiondet. Även efter 1970-talet har han kontinuerligt fortsatt att göra roller i filmer och TV-serier. Han nominerades för en Oscar 1968 för sin roll i filmen Bob & Carol & Ted & Alice. Han medverkade även i Ingmar Bergmans film Beröringen (1971). På 2000-talet medverkade han i filmserien som inleddes med Ocean's Eleven (2001).  
Åren 1963–1971 var han gift med Barbra Streisand och tillsammans har de sonen Jason Gould.

## Filmografi i urval
- 1968 – Razzia på Minskys
- 1969 – Bob & Carol & Ted & Alice
- 1970 – M*A*S*H
- 1971 – Beröringen
- 1973 – Långt farväl (The Long Goodbye)
- 1974 – S.P.Y.S
- 1977 – En bro för mycket
- 1978 – Capricorn One
- 1978 – Hämndens ögon
- 1979 – Mupparna
- 1986 – Tills döden skiljer oss åt
- 1991 – Bugsy
- 1994 – Mord, mina herrar (TV-serie)
- 1994–2003 – Vänner (återkommande gästroll i TV-serie)
- 1997 – The Shining
- 1998 – The Big Hit
- 1998 – American History X
- 2001 –  Ocean's Eleven
- 2004 –  Ocean's Twelve
- 2007 –  Ocean's Thirteen
- 2020 – Dangerous lies
- 2023 – You People (TV-serie)